# Kositrenje
Kositrenje ili prevlačenje kositrom može se provesti na više načina; najčešće se čelični lim umače u kupku rastaljena kositra i valja hladnim valjcima. Sloj kositra debljine je oko 0,01 mm. Bijeli lim je trgovački naziv za pokositreni čelični lim. Bijeli lim služi za izradbu različitih posuda, naročito u prehrambenoj industriji (limenke), jer je otporan na organske kiseline, kojih u većoj ili manjoj količini uvijek ima u konzerviranoj hrani.

## Elektroplatiranje kositrom
Elektroplatiranje kositrom u proizvodnji bijelog lima, osobito namijenjenog izradi limenki za industriju konzerviranja hrane, još uvijek se razvija usprkos tome što se za iste svrhe sve više upotrebljavaju suvremeniji materijali, posebno aluminijski limovi. Razlozi tome dijelom su to što općenito potražnja kako količine tako i vrste pakiranja za ovu industriju vrlo brzo raste, a dijelom i to što je elektroplatiranje kositrom u usporedbi s drugim postupcima kositrenja vrlo isplativo (jer su uz dovoljnu moć zaštite galvanski spojevi u usporedbi sa slojevima dobivenim drugim postupcima kositrenja mnogo tanji, pa oskudica kositrom na tržištu i njegova visoka cijena nisu odveć negativni čimbenici u proizvodnji galvanskog bijelog lima). 
Za galvanotehničku proizvodnju bijelog lima upotrebljavaju se osobito 3 postupka:
- najvažniji je takozvani ferrostan-postupak s kupkama u kojima je elektrolit kositar(II) sulfat, zakiseljenim fenol-sulfonskim ili krezol-sulfonskim kiselinama, po kojemu se prema grubim procjenama u svijetu proizvodi oko 65% bijelog lima;
- osim toga, važni su još i takozvani halogenski postupak s elektrolitom od kositar(II) klorida i kositar-fluorida i
- takozvani alkalični postupak s elektrolitima od stanata i alkalija.

Elektroplatiranje kositrom važno je još i u izradbi kuhinjskog pribora, uređaja prehrambene industrije, dijelova hladnjaka i sličnih proizvoda. Zbog zaštite od korozije i povoljnog djelovanja galvanskih spojeva kositra pri mekom lemljenju, elektroplatiranje kositrom također je važno i za izradu niza proizvoda za elektrotehniku i finu mehaniku. Osim toga, malog trenja (antifrikcijskog djelovanja) ovih slojeva često se elektroplatiraju kositrom i klizne površine (na primjer klizni ležaji, stapovi motora). Djelomičnu tehničku važnost ima i elektroplatiranje kositrom radi ukrasa (dekoracija).